# Sarah Chauncey Woolsey
Sarah Chauncey Woolsey, née le 29 janvier 1835 à Cleveland dans l'État de l'Ohio et morte le 9 avril 1905 à Newport dans l'État du Rhode Island, également connue sous son nom de plume de Susan Coolidge, est une poète, romancière, nouvelliste, essayiste, poète, directrice de publication américaine célèbre pour ses œuvres relevant de la littérature pour enfants et de jeunesse qui sont régulièrement rééditées en différentes langues jusqu'à maintenant.

## Biographie

### Jeunesse et formation

#### Une famille prestigieuse

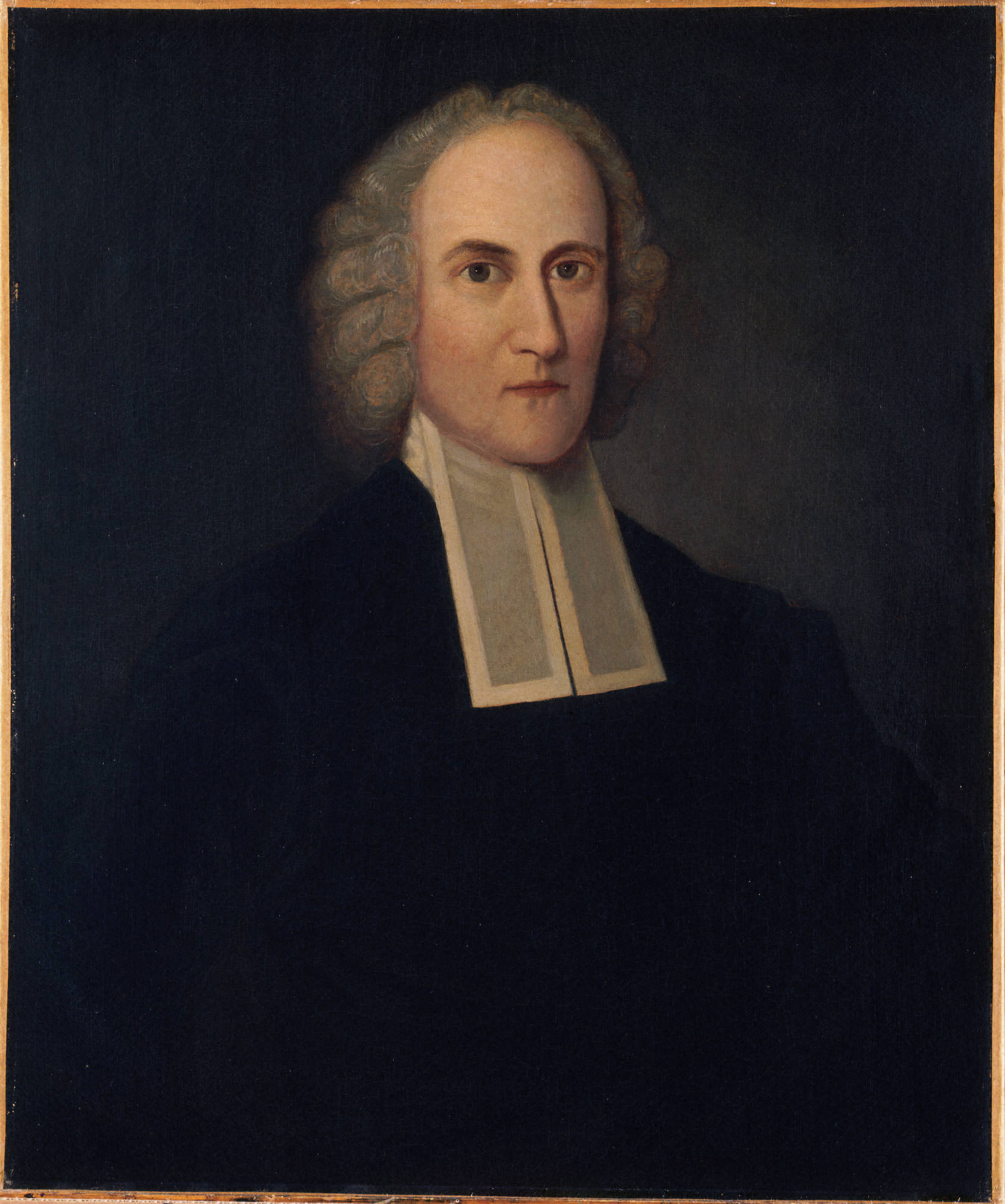
Jonathan Edwards.

Sarah Chauncey Woolsey, nait à Cleveland, dans l'État de l'Ohio, elle est l'aînée des cinq enfants, dont quatre filles de John Mumford Woolsey et de Jane Andrews épouse Woolsey. Son père est issu d'une famille qui compte des ancêtres prestigieux comme le pasteur, théologien et président l'université Yale Timothy Dwight IV (en) et le pasteur, théologien, philosophe et missionnaire auprès des Amérindiens, Jonathan Edwards. John Mumford Woolsey travaille comme administrateur foncier jusqu'à sa retraite qu'il prend en 1852. Sa mère Jane Woolsey vient de Wallingford dans l'État du Connecticut,,.
Sarah Chauncey Woolsey a également pour cousine Abby Howland Woolsey et Georgeanna Woolsey (en).

#### Emménagement à New Haven

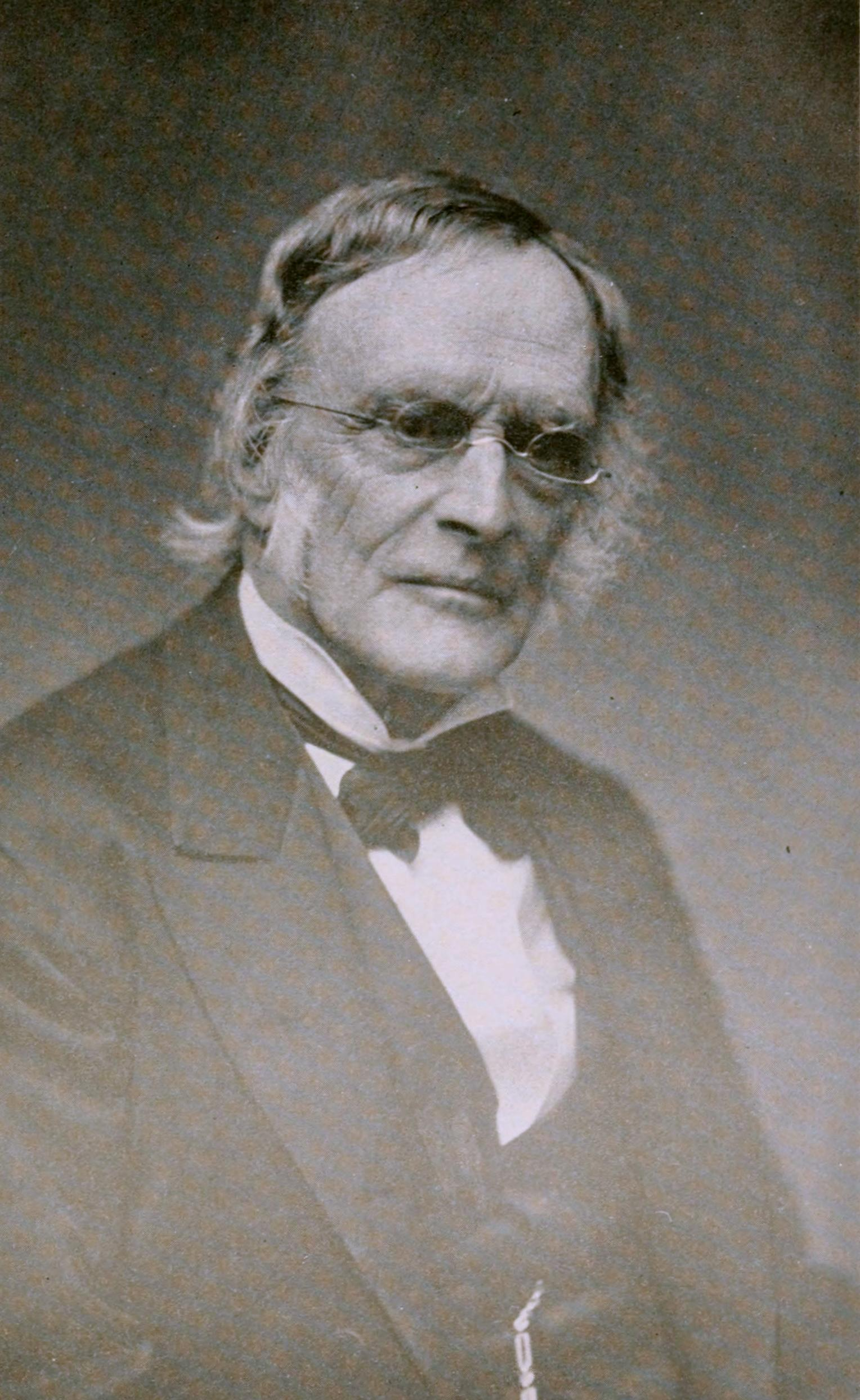
Theodore Dwight Woolsey.

Lorsque John Mumford Woolsey se retire des affaires en 1852, il quitte Cleveland en 1855 pour s'installer lui et sa famille à New Haven dans l'État du Connecticut pour se rapprocher de son frère Theodore Dwight Woolsey (en), président en exercice de l'université Yale,,.

#### Formation

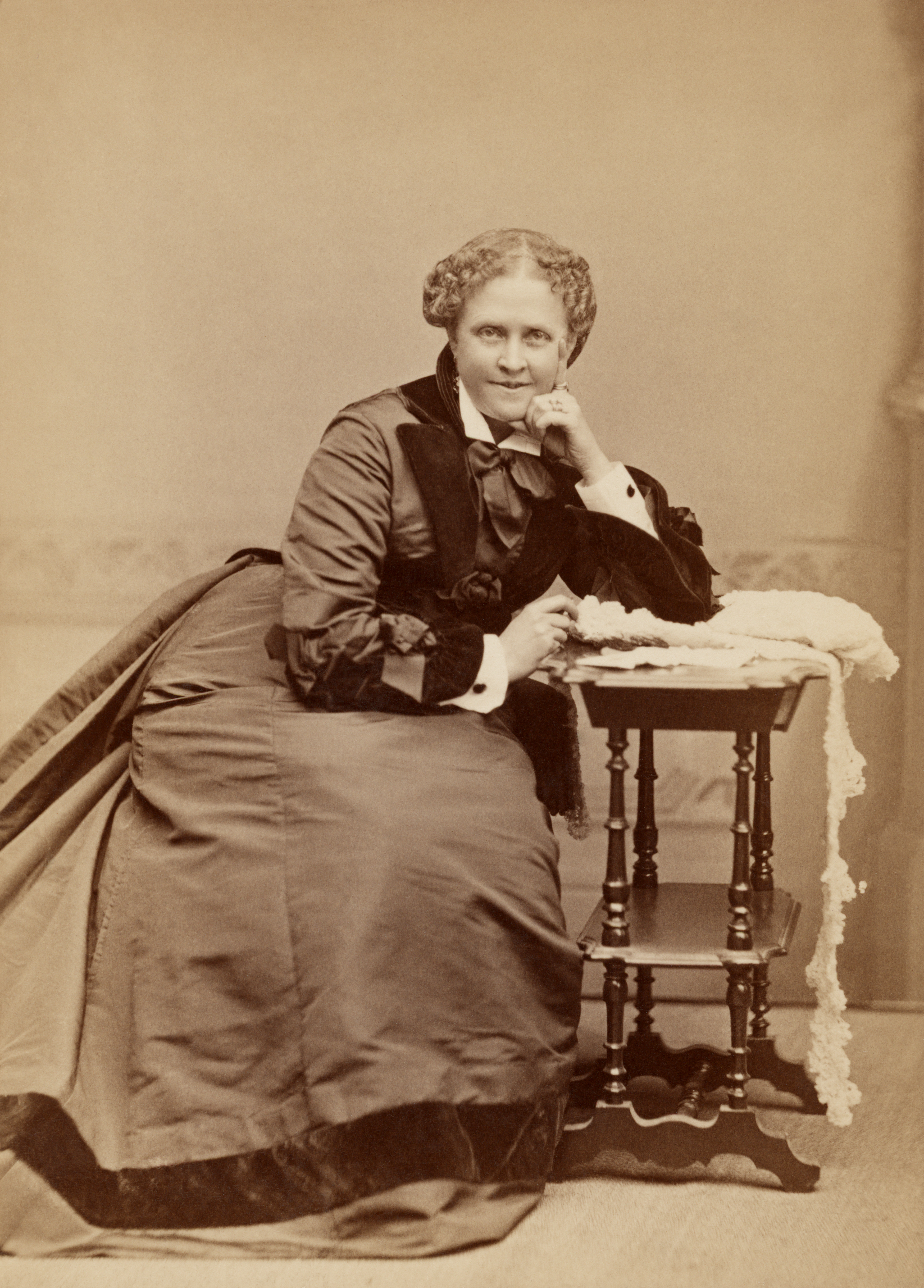
Helen Hunt Jackson.

Après ses études primaires à New Haven, Sarah Chauncey Woolsey entre dans un pensionnat pour demoiselle de la haute société surnommé la « Nunnery » (le monastère, la nonnerie) située à Hanover dans l'État du New Hampshire. Durant ses études secondaires, elle se fait remarquer comme étant une élève brillante en histoire et littérature,,,,.
À sa sortie de la « Nunnery », Sarah Chauncey Woolsey rencontre la poète, romancière et nouvelliste Helen Hunt Jackson, les deux femmes nouent une longue amitié,,,.

### Carrière

#### La guerre de Sécession
Sarah Chauncey Woolsey est âgée de 26 ans quand la guerre de Sécession éclate en 1861, elle et son amie Helen Hunt Jackson se portent volontaires pour travailler au sein du Yale New Haven Hospital (en) pour soigner les soldats blessés au front. Helen Hunt Jackson raconte leur expérience à l'hôpital notamment les heures consacrées au raccommodage du linge, des draps et à la distribution de vivres dans une nouvelle à destination de la jeunesse Joe Hale's Red Stockings parue sous les initiales H.H paru dans un numéro du Scribner's Monthly (en) de janvier 1878,,,,.

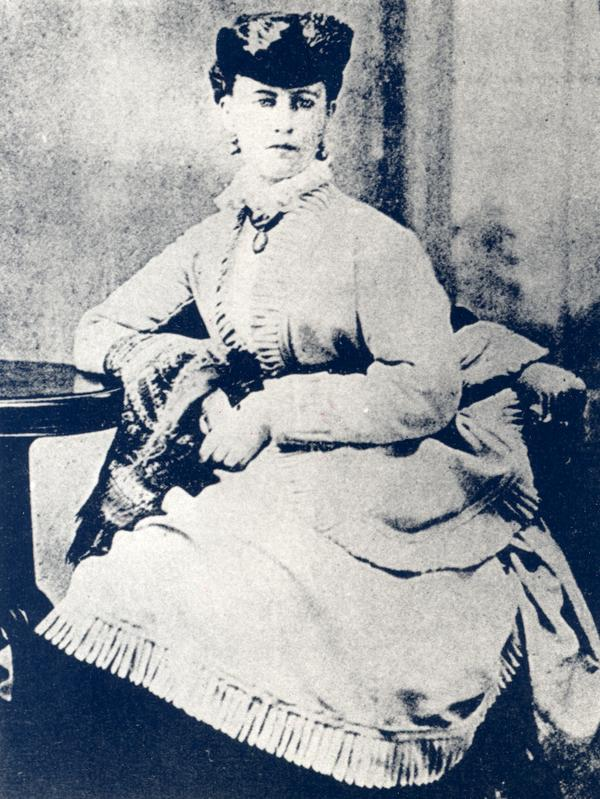
Jane Stuart Woolsey.

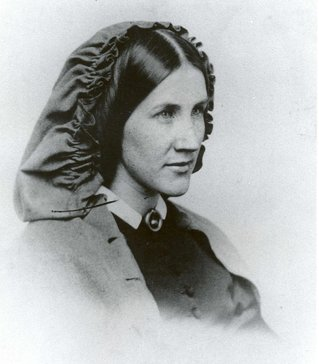
Georgeanna Woolsey.

En septembre 1862, Sarah Chauncey Woolsey rejoint ses cousines Jane Stuart Woolsey et Georgeanna Woolsey pour travailler comme assistante de la gestion des infirmières au Lovell General Hospital (Rhode Island) (en) de la ville de Portsmouth sous la direction de son amie Katherine Prescott Wormeley. Mais quand éclate une épidémie de variole, au printemps 1863, elle rejoint sa famille de crainte d'être contaminée,.

#### Les débuts littéraires

##### New-Year's Bargain
Après la mort de son père en 1870, Sarah Chauncey Woolsey s'installe à Newport dans l'État du Rhode Island, lieu de résidence jusqu'à sa mort. Elle quitte Newport uniquement pour des voyages. Ainsi, Sarah Chauncey Woolsey et son amie Helen Hunt Jackson et se rendent à Bethlehem dans l'État du New Hampshire. Elles y restent pendant deux ans et sillonnent les montagnes environnantes. C'est pendant ce séjour que Sarah Chauncey Woolsey compose des poèmes et écrit l'esquisse de son premier recueil de nouvelles pour adolescentes et jeunes femmes, New-Year's Bargain. Elle soumet son recueil aux éditions Roberts Brothers (en) de Boston, le rédacteur en chef accepte de le publier en 1871. Comme sa jeune sœur Jane Woolsey avait publié des nouvelles sous le nom de plume de Margaret Coolidge, Sarah Chauncey Woolsey signe son recueil sous le nom de plume de Susan Coolidge,,.
Selon Ruth K. Mac Donald de l'université d'État du Nouveau-Mexique, Sarah Chauncey Woolsey, après la mort de son père se trouve en position de chef de famille et il est possible qu'elle se soit décidées à se lancer dans l'édition pour subvenir aux besoins de siens.

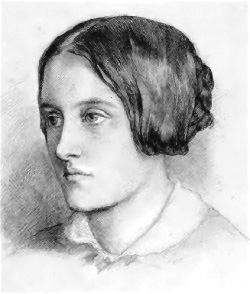
Christina Rossetti.

L'accueil de New-Year's Bargain par la critique est bonne que ce soit aux États-Unis ou au Royaume-Uni, notamment par deux écrivaines britanniques Jean Ingelow et Christina Rossetti.

##### La série desKaty
Après le succès de New-Year's Bargain, Sarah Chauncey Woolsey et Helen Hunt Jackson prennent le train à New York pour se rendre à San Francisco, via Salt Lake City, leur périple est raconté par Helen Hunt Jackson dans un des chapitres de son récit touristique Bits of Travel. De retour, elle rédige le premier volume de la série des Kathy, What Katy Did publié en 1872, suivi de What Katy Did at School (1873), What Katy Did Next (1886), Clover (1888) et In the High Valley publié en 1891. Si les critiques sont positives, Mark Twain l'accuse d'avoir plagié son récit Le Voyage des innocents. Accusation vivement démentie par un ami de Sarah Chauncey Woolsey,,.

#### Le succès et diversification
Pendant 35 ans, les livres pour enfants et adolescents de Sarah Chauncey Woolsey connaissent un succès continu. À côté de cela, elle publie à l'adresse d'un lectorat d'adultes des poèmes et des récits de voyages dans des revues et magazines tels que Outlook, le Scribner's Monthly (en), le Woman's Home Companion et elle traduit un roman de Théophile Gauthier My Household of Pets, édite The Autobiography And Correspondence Of Mrs. Delaney, The Diary and Letters of Frances Burney, et The Letters of Jane Austen. Quand les éditions Roberts Brothers sont rachetées par Little, Brown and Company, Sarah Chauncey Woolsey y travaille comme lectrice des manuscrits reçus au sein du comité de lecture.

#### La vie à Onteora

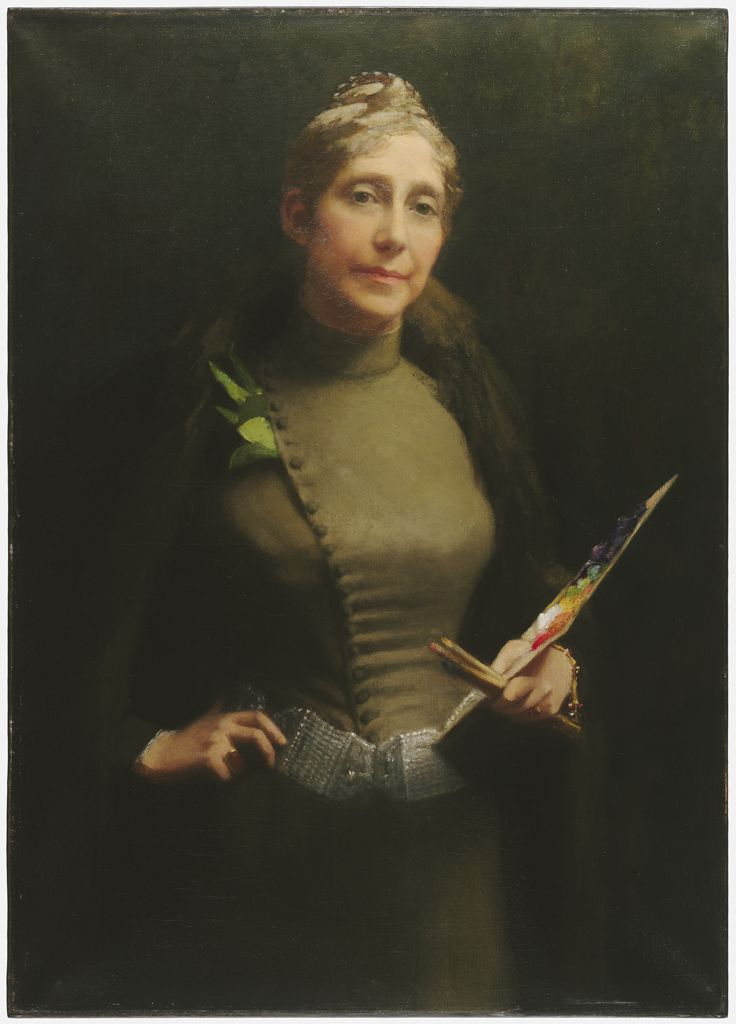
Portrait de Sarah W. Whitman peint par Helen Bigelow Merriman.

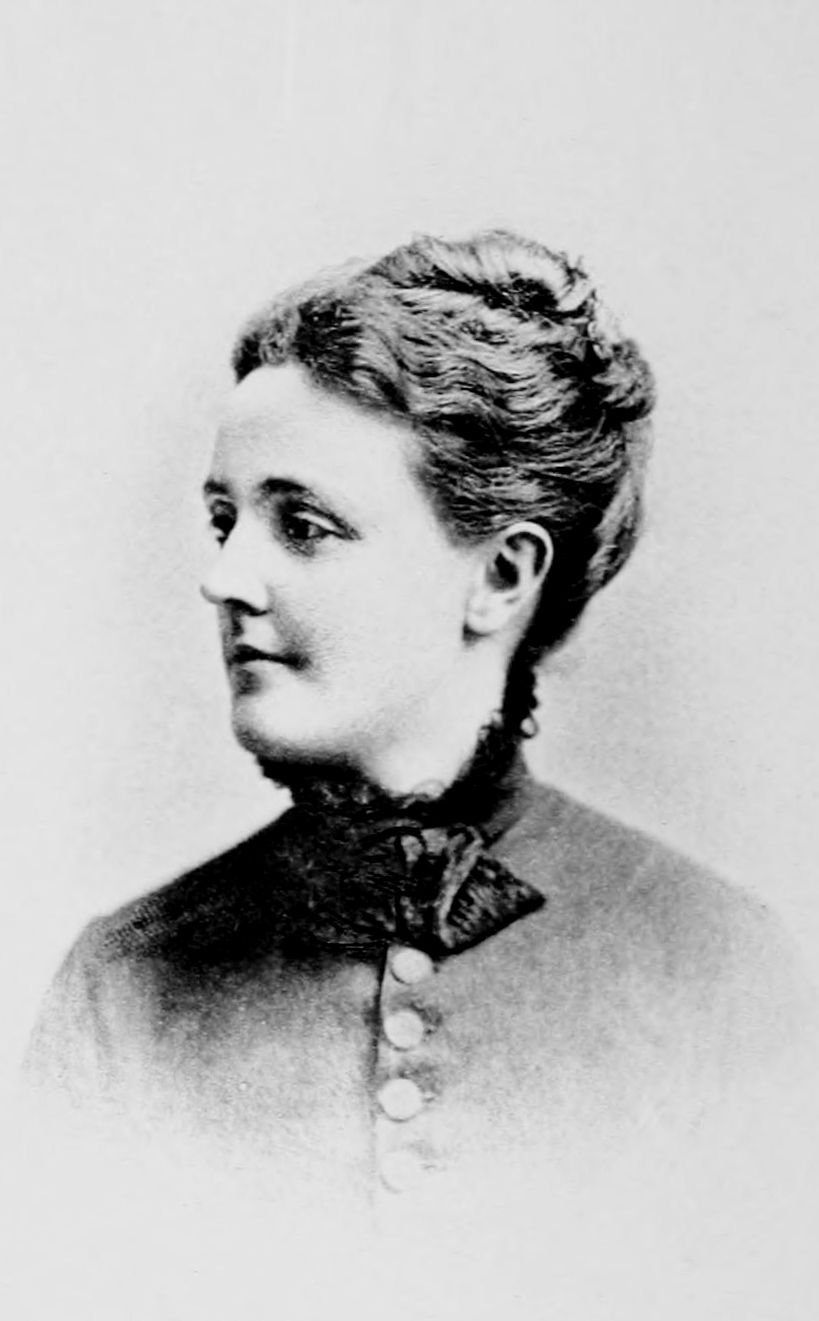
Portrait photographique de Sarah Orne Jewett.

À la fin des années 1880, Sarah Chauncey Woolsey et sa sœur Dora Woolsey font construire une résidence d'été sur la Onteora Mountain (en) dans le massif des Catskill et elles rendent régulièrement visite à leur sœur qui vit avec son époux à l’île des Monts Déserts dans le Maine. Quand Sarah Chauncey Woolsey se rend à Boston elle loge dans la résidence de la peintre Sarah W. Whitman (en), où elle a pu rencontrer Sarah Orne Jewett et William James.

### La fin
Sarah Chauncey Woolsey meurt le 9 avril 1905 dans sa résidence de Newport, Après ses funérailles, elle est inhumée à Glen Cove ville située à Long Island sur l'endroit même ou les premiers Woolsey mirent pied sur la terre d'Amérique en 1623.

## Œuvres

### Romans pour la jeunesse
- Eyebright : A Story, Londres, Routledge (réimpr. 1894, 2009, 2015, 2023) (1re éd. 1879), 277 p. (OCLC 254605041, lire en ligne),
- A Guernsey Lily or, How the Feud Was Healed : A Story for Girls and Boys, Boston, Massachusetts, Roberts Brothers (réimpr. 2012, 2018) (1re éd. 1880), 262 p. (OCLC 7521392, lire en ligne),
- A Round Dozen, Boston, Roberts Brothers (réimpr. 1892... 2010, 2017) (1re éd. 1883), 325 p. (OCLC 1320947825, lire en ligne),
- Arnaud (trad. Sarah Chauncey Woolsey), One Day in a Baby's Life, Boston, Massachusetts, Roberts Brothers (réimpr. 2015, 2018) (1re éd. 1886), 44 p. (OCLC 680825537, lire en ligne),
- A Little Knight Of Labor, Boston, Massachusetts, Little, Brown and Company (réimpr. 2010, 2016) (1re éd. 1899), 62 p. (OCLC 894099889),
- Little Tommy Tucker, Boston, Massachusetts, Roberts Brothers (réimpr. 2018, 2023) (1re éd. 1900), 62 p. (OCLC 767783875),
- Little Bo-Peep, Boston, Massachusetts, Little, Brown, and Company (réimpr. 2022) (1re éd. 1901), 74 p. (OCLC 1048794012, lire en ligne),
- Uncle and Aunt, Boston, Massachusetts, Little, Brown, and Co., 1901, 59 p. (OCLC 39020455),
- The Rule of Three (ill. Joseph Johnson Ray), Philadelphie, Pennsylvanie, Henry Altemus Company, 1904, 104 p. (OCLC 4980901),

#### La sérieKaty
- What Katy Did : a Story (ill. Addie Ledyard), Boston, Massachusetts, Roberts Brothers (réimpr. 1876, 1984, 1997, 2000,) (1re éd. 1872), 294 p. (OCLC 259702151, lire en ligne),
- What Katy Did at School, Boston, Roberts Brothers (réimpr. 1876, 1995, 2007, 2017) (1re éd. 1873), 460 p. (OCLC 1258090247, lire en ligne),
- What Katy Did Next, Boston, Roberts Brothers (réimpr. 1887, 1888, 1950, 1994, 2007, 2013, 2018) (1re éd. 1886), 298 p. (OCLC 1336281311, lire en ligne),
- Clover (ill. Jessie MacDermot), Boston, Roberts Brothers (réimpr. 1900, 2007, 2012...) (1re éd. 1888), 340 p. (OCLC 64413857, lire en ligne),
- In the High Valley (ill. Jessie MacDermot), Boston, Roberts Brother (réimpr. 1896, 1909, 1994, 2004, 2008,...) (1re éd. 1891), 309 p. (OCLC 1401936395, lire en ligne),

### Recueils de nouvelles
- A New Year's Bargain, Boston, Roberts Brothers (réimpr. 1890, 1898, 2016, 2020) (1re éd. 1871), 252 p. (OCLC 1157129980, lire en ligne),
- Nine Little Goslings, Boston, Massachusetts, Little, Brown, 1876 (réimpr. 2010, 2015) (1re éd. 1876), 316 p. (OCLC 315474974, lire en ligne),
- For Summer Afternoons, Boston, Massachusetts, Roberts Brothers (réimpr. 2012, 2019) (1re éd. 1890), 364 p. (OCLC 1045601856, lire en ligne),
- The Barberry Bush and Other Stories, Boston, Massachusetts, Roberts Brothers (réimpr. 2010, 2015) (1re éd. 1893), 357 p. (OCLC 681547090),
- Not Quite Eighteen, Boston, Massachusetts, Roberts Brothers (réimpr. 2009, 2018) (1re éd. 1894), 284 p. (OCLC 263172249, lire en ligne),
- A Sheaf of Stories (ill. J.W.F. Kennedy), Boston, Massachusetts, Little, Brown, and Co. (réimpr. 2010, 2018) (1re éd. 1906), 246 p. (OCLC 654240051, lire en ligne),

### Histoires de Noël
- Who Ate the Pink Sweetmeat?, Boston, Massachusetts, D. Lothrop and Company, 1884 (réimpr. 2015, 2016, 2018) (1re éd. 1884), 136 p. (OCLC 1042270088, lire en ligne),

### Essais
- A Short History of the City of Philadelphia : from its Foundation to the Present Time, Boston, Massachusetts, Roberts Brothers (réimpr. 2010, 2018) (1re éd. 1887), 302 p. (OCLC 2678731, lire en ligne),

### Recueil de poèmes
- Verses, Boston, Massachusetts, Roberts Brothers (réimpr. 2010, 2016) (1re éd. 1880), 204 p. (OCLC 1000615057, lire en ligne),

### Almanach
- The Day's Message, Boston, Massachusetts, Roberts Brothers (réimpr. 2010, 2019) (1re éd. 1890), 383 p. (OCLC 1124772183, lire en ligne),

### Directrice de publication
- Frances Burney et Sarah Chauncey Woolsey (dir.), The diary and letters of Frances Burney, vol. 1, Boston, Massachusetts, Roberts Brothers (réimpr. 1910, 2018) (1re éd. 1880), 524 p. (OCLC 557465978, lire en ligne),
- Sarah Chauncey Woolsey (dir.), The diary and letters of Frances Burney, vol. 2, Boston, Massachusetts, Roberts Brothers (réimpr. 1910, 2018) (1re éd. 1880), 567 p. (OCLC 557465978, lire en ligne),
- Sarah Chauncey Woolsey (dir.) et Jane Austin, The Letters of Jane Austen : selected from the compilation of her great nephew, Edward, Lord Brabourne, Boston, Massachusetts, Little, Brown and Co. (réimpr. 1899, 2009, 2014) (1re éd. 1892), 343 p. (OCLC 903917761, lire en ligne),
- Sarah Chauncey Woolsey (dir.), The Autobiography and Correspondence of Mrs. Delaney, vol. 1, Boston, Roberts Brothers (réimpr. 2016, 2018) (1re éd. 1882), 495 p. (OCLC 1357077995, lire en ligne),
- Sarah Chauncey Woolsey (dir.), The Autobiography and Correspondence of Mrs. Delaney, vol. 2, Boston, Roberts Brothers (réimpr. 2022) (1re éd. 1882), 519 p. (ISBN 9781017240030, lire en ligne),

## Pour approfondir

#### Notices dans des encyclopédies et manuels de références
- (en-US) Edward T. James (dir.), Notable American Women 1607-1950, vol. 3 : P-Z, Cambridge, Massachusetts, Harvard University Press (réimpr. 2014) (1re éd. 1971), 729 p. (ISBN 9780674288379, lire en ligne), p. 668-669. ,
- (en-US) Glenn Estes (dir.), Dictionary of Literary Biography, vol. 42 : American Writers for Children Before 1900, Detroit, Michigan, Gale Research Company, 1985, 464 p. (ISBN 9780810317208, lire en ligne), p. 397-405. ,
- (en-US) John A. Garraty (dir.), American National Biography, vol. 23 : Wellek - Wrenn, New York, Oxford University Press, USA, 1999, 899 p. (ISBN 9780195128024, lire en ligne), p. 861-862. ,
- (en-US) Taryn Benbow-Pfalzgraf (dir.), American Women Writers, vol. 4 : S-Z, Detroit, Michigan, St. James Press, 1999, 339 p. (ISBN 9781558624290, lire en ligne), p. 264-265. ,
- (en-US) Anne Commire & Deborah Klezmer (dir.), Women in World History : a Biographical Encyclopedia, Waterford, Connecticut, Yorkin Publications & Gale Group (réimpr. 2001) (1re éd. 1999), 881 p. (ISBN 9780787640750, lire en ligne), p. 792-793. ,

#### Sitographie
- (en-US) « Sarah Chauncey Woolsey : American author » , sur Britannica. ,
- (en-US) Drew Walker, « Woolsey, Sarah Chauncey (1835–1905) » , sur Encyclopedia.com, septembre 2023. ,